# Асканіо Кондіві

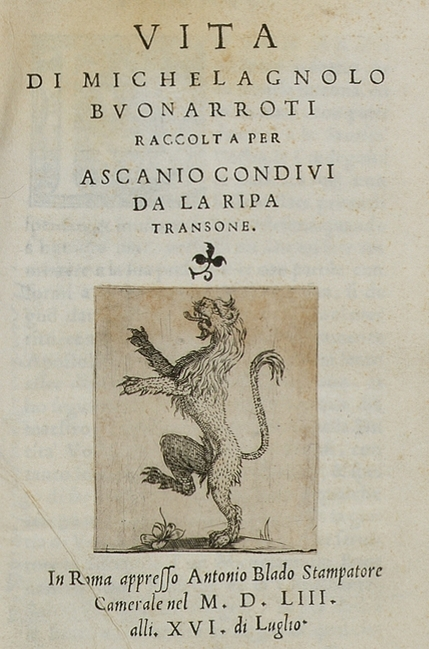
Титульна сторінка «Vita di Michelagnolo Buonarroti»

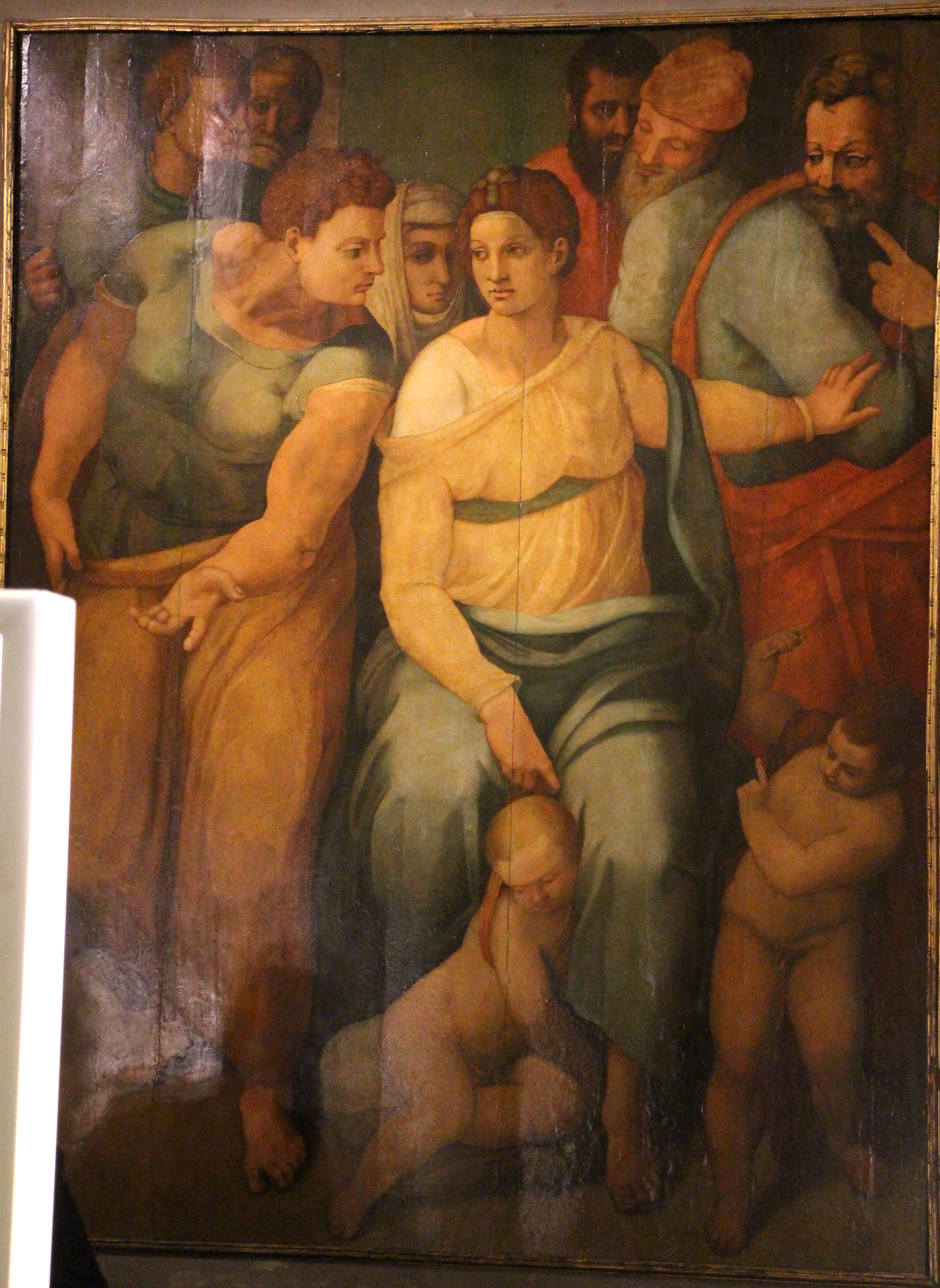
«Мадонна з немовлям і святими» Асканіо Кондіві за малюнком і композицією Мікеланджело. Деревина, олійні фарби, Каза Буонарроті, Флоренція.

Асканіо Кондіві (італ. Ascanio Condivi; 1525, Рипатрансоне, Марке — 10 грудня 1574, Рипатрансоне, Марке) — італійський художник, письменник. Автор біографії Мікеланджело Буонарроті (1553).

## Біографія
Асканіо Кондіві народився 1525 року в муніципалітеті Рипатрансоне, регіон Марке, у родині торговців. З 1537 по 1542 роки вчився там у школі.
Приблизно 1545 року він переїхав у Рим, де познайомився із Мікеланджело Буонарроті. В 1553 році він видав біографію Мікеланджело «Vita di Michelagnolo sic Buonarroti», яка була, на думку Крейґтона Ґілберта (англ. Creighton Gilbert), «продиктована» самим Мікеланджело. Ця біографія була «відповіддю» на біографію Вазарі, перше видання якої було опубліковане 1550 року. У «Життєписі» Кондіві стверджується, що Мікеланджело навчився всього сам, хоча відомо, що він був учнем Доменіко Гірландайо. Також значна увага приділена аристократичному походженню роду Буонарроті-Сімоні, що претендував на кровне родство із маркграфинею Матильдою Каносською, хоча й нема достатніх документальних даних для підтвердження цього. У «Життєписі» стверджується, що й сам Мікеланджело у це вірив, згадуючи про аристократичне походження роду у своїх листах до племінника Ліонардо. Можливо поет Аннібале Каро теж працював над «Життєписом». Наступне видання Вазарі (1568) врахувало виправлення «Життєпису» Кондіві.
1554 року Асканіо одружився із племінницею Аннібале Каро та повернувся до Рипатрансоне, де присвятив себе малюванню на релігійні теми. Одна із його незавершених робіт «Мадонна з дитям і святими» (зберігається у Каза Буонарроті, Флоренція), була повністю змальована із картону Мікеланджело «Богоявлення».
Він загинув 10 грудня 1574 року, недалеко від рідного Рипатрансоне, коли намагався переправитися через річку в ущелині Меноккіа під час грози.